# أنيا سينغ
أنيا سينغ (بالإنجليزية: Anya Singh)‏ هي ممثلة هندية، ولدت في 29 ديسمبر 1992 في الهند.

## وصلات خارجية
- أنيا سينغ على موقع IMDb (الإنجليزية)